# 1. FK Drnovice
1. FK Drnovice (celým názvem: První fotbalový klub Drnovice) byl český fotbalový klub, který sídlil v jihomoravské obci Drnovice na Vyškovsku. Založen byl v roce 1932. Klubové barvy jsou bílá a tmavě modrá.
V celkově deseti ročnících (1993–2002 a 2004/05) se FKD účastnilo 1. ligy, kvůli finančním problémům však sestoupilo do 2. ligy a následně zcela zkrachovalo. V současné době v Drnovicích funguje klub FKD (Fotbalový klub Drnovice), který se hlásí k odkazu původního klubu, ale hraje pouze okresní soutěže (k sezóně 2020/21).
Své domácí zápasy 1. FK Drnovice odehrávaly ve Sportovním areálu Drnovice s kapacitou 6 616 diváků, který v současnosti využívá MFK Vyškov.

## Historie klubu v datech
- 1932 – Byl založen oddíl Česká sportovní společnost Drnovice. O rok později bylo vybudováno hřiště ve Starém Luhu, kde fotbalisté působili patnáct let.
- 1947 – Klub získal povolení k výstavbě nového hřiště v zámecké zahradě, tj. v místech, kde stojí dodnes, hřiště však bylo umístěno obráceně než dnešní hrací plocha.
- 1955 – 4. 9. bylo slavnostně otevřeno nové hřiště. postupně došlo i k rozšíření hrací plochy a k vybudování ochozů.
- 1970 – Byla započata stavba nové tribuny a přilehlých tenisových kurtů, též hřišť na volejbal.
- 1976/77 – Vítězství v Okresním přeboru Vyškovska.
- 1982/83 – Vítězství v I. B třídě Jihomoravského kraje.
- 1984/85 – Vítězství v I. A třídě Jihomoravského kraje.
- 1985/86 – Vítězství v Jihomoravském krajském přeboru.
- 1986/87 – První postup nad krajskou úroveň – účast v divizi (4. nejvyšší soutěž) a okamžitý postup do II. ČNL – sk. B (3. nejvyšší soutěž).
- 1989/90 – Vítězství ve II. ČNL a postup do I. ČNL (2. nejvyšší soutěž). V první sezóně se klub udržel s potížemi.
- 1992/93 – V posledním ročníku československých soutěží skončila Gera Drnovice na druhém místě Českomoravské fotbalové ligy (2. nejvyšší soutěž) a postoupila do nejvyšší soutěže samostatné České republiky.
- 1993/94 – Obrovský vzestup drnovického fotbalu poznamenal i chod malé vesničky s necelými 2 200 obyvateli. Postup z I. B třídy až do nejvyšší soutěže je neobvyklý v rámci celé fotbalové Evropy. Se zvyšováním fotbalové úrovně začal vzkvétat i fotbalový stadion. Byla zahájena výstavba nové hlavní tribuny, která byla dokončena o sezónu později. Prvoligová premiéra klubu s novým názvem Petra Drnovice se konala 14. srpna 1993. Domácí v ní před 4 000 diváky porazili FC Union Cheb 2:1. Autorem prvního gólu byl Róbert Kafka.
- 1994/95 – Nástup do druhé prvoligové sezóny byl katastrofální. Hned v první kole rekordní prohra na domácím hřišti se Spartou (0:4), na konci podzimu předposlední místo. Po jarním finiši nakonec šesté místo, i zásluhou nejlepšího střelce ligy Radka Druláka.
- 1995 – V utkání se Slovenskem 8. května 1995 v Bratislavě se stává Radek Drulák prvním reprezentantem Drnovic.
- 1996 – Pokračovala modernizace stadionu, byla otevřena nová tribuna B.
- 1996/97 – Dne 5. dubna 1997 rekordní ligové vítězství nad Bohemians (6:0).
- 1997 – Stadion splnil požadavky fotbalového svazu při případném postupu do Poháru UEFA. I tak se pokračovalo ve změnách, především došlo k úpravě interiéru na tribuně B, připravovala se instalace sedaček s opěrkami v sektoru nekrytého prostoru tribuny A a tribunách C a D, které byly doposud určeny k stání. Po všech úpravách měla kapacita stadionu činit 8 000 sedících diváků.
- 1999 – Stadion hostil Mistrovství Evropy do 16 let, odehrál se zde jeden zápas skupiny a semifinále. Dne 19. 8. hostily Drnovice poprvé reprezentační „áčko“ v utkání se Švýcarskem (3:0).
- 1999/00 – Bronzová příčka v nejvyšší soutěži a ve středu 10. srpna 2000 první utkání evropských pohárů v Drnovicích. V předkole Poháru UEFA doma Drnovice porazily bosenský klub FK Budućnost Banovići 3:0 (branky: 66. a 72. Cupák, 47. vlastní (Čergić); venku výhra 1:0 brankou Gomese z 69. minuty, hráno ve středu 26. srpna 2000). Domácí remíza 0:0 v prvním kole s TSV 1860 München (středa 12. září 2000) už na postup nestačila, o postupu německého bundesligisty rozhodla jediná branka Kurze v 74. minutě mnichovské odvety (středa 26. září 2000).
- 2000/01 – V posledních dvou letech došlo ke změnám ve vlastnictví. Po pádu Chemapolu stály Drnovice nad propastí. Klub se podařilo získat firmě Persport, předsedou se stal znovu Jan Gottvald. V tomto roce bylo na klub uvaleno konkurzní řízení. V průběhu podzimu se podařilo situaci vyjasnit a klub se břemene v podobě konkurzního řízení zbavil. Tribuny za oběma brankami byly osazeny sedačkami, celková kapacita drnovického stadionu je necelých 7 000 míst k sezení.
- 2001/02 – Drnovice spadly z 1. ligy a kvůli údajným podvodům při vyměňování hráčů (Martin Vaniak, Jozef Weber a další) byly přeřazeny až do MSFL.
- 2002/03 – Drnovice postoupily hladce do 2. ligy.
- 2003/04 – Postup zpět do 1. ligy (společně s Mladou Boleslaví).
- 2004/05 – V první sezóně po návratu do 1. ligy tým skončil na 8. místě, ale kvůli finančním problémům sestoupily do 2. ligy.
- 2005/06 – V druhé lize se Drnovice sice umístily na 14. místě (díky lepším vzájemným utkáním se Spartou „B“), sestupu ale neunikly, tým totiž zkrachoval a v roce 2006 nehrál žádnou soutěž.
- 2007 – Občanské sdružení FKD, založené v roce 2005,[2] přihlásilo nové družstvo do IV. A třídy okresu Vyškov.[3]
- 2007 – Na společnost 1.FKD, a.s., byl vyhlášen konkurs.[4]
- 2012 – Ke dni 1. července 2012 ukončil Výkonný výbor FAČR členství FK Drnovice ve fotbalové asociaci z důvodu probíhajícího konkursu.[5]
- 2015 – Konkurs byl pro nemajetnost společnosti zrušen a společnost 1.FKD, a.s., byla v roce 2017 vymazána z obchodního rejstříku.[4]

## Historické názvy
- 1932 – ČSS Drnovice (Česká sportovní společnost Drnovice)
- 1948 – Sokol Drnovice
- 1961 – TJ Drnovice (Tělovýchovná jednota Drnovice)
- 1989 – TJ JZD Drnovice (Tělovýchovná jednota Jednotné zemědělské družstvo Drnovice)
- 1990 – TJ Agro Drnovice (Tělovýchovná jednota Agro Drnovice)
- 1990 – FC Gera Drnovice (Football Club Gera Drnovice)
- 1993 – FC Olpran Drnovice (Football Club Olpran Drnovice)
- 1993 – FC Petra Drnovice (Football Club Petra Drnovice)
- 2000 – FK Drnovice (Fotbalový klub Drnovice)
- 2003 – 1. FK Drnovice (První fotbalový klub Drnovice)
- 2007 – 1. FKD (První fotbalový klub Drnovice)

## Úspěchy A–týmu
| Domácí medaile |
| - Česká nejvyšší fotbalová soutěž - – FC Petra Drnovice: 1999/00 - Český fotbalový pohár - – FC Petra Drnovice: 1995/96, 1997/98 |

## Klubové rekordy
- Nejvíce ligových startů: Jozef Weber – 146
- Nejvíce ligových gólů: Radek Drulák – 50
- Nejvíce reprezentačních startů: Radek Drulák – 15 (jako hráč Drnovic)
- Nejvíce reprezentačních gólů: Radek Drulák – 6 (jako hráč Drnovic)
- Král ligových střelců: 2× Radek Drulák, Vítězslav Tuma

## Umístění v jednotlivých sezonách
Stručný přehled
Zdroj: 
- 1957–1960: I. B třída Brněnského kraje – sk. ?
- 1972–1974: I. B třída Jihomoravského kraje – sk. ?
- 1974–1977: Okresní přebor Vyškovska
- 1977–1983: I. B třída Jihomoravského kraje – sk. ?
- 1983–1985: Jihomoravská krajská soutěž I. třídy – sk. E
- 1985–1986: Jihomoravský krajský přebor – sk. B
- 1986–1987: Divize D
- 1987–1990: II. ČNFL – sk. B
- 1990–1991: I. ČNFL
- 1991–1993: Českomoravská fotbalová liga
- 1993–2002: 1. liga
- 2002–2003: Moravskoslezská fotbalová liga
- 2003–2004: 2. liga
- 2004–2005: 1. liga
- 2005–2006: 2. liga

Jednotlivé ročníky
Zdroj: 
Legenda: Z – zápasy, V – výhry, R – remízy, P – porážky, VG – vstřelené góly, OG – obdržené góly, +/− – rozdíl skóre, B – body, červené podbarvení – sestup, zelené podbarvení – postup, fialové podbarvení – reorganizace, změna skupiny či soutěže
| Československo (1957–1993) |                                              |        |    |    |    |    |    |     |     |    |        |
| Sezóny                     | Liga                                         | Úroveň | Z  | V  | R  | P  | VG | OG  | +/− | B  | Pozice |
| 1957/58                    | I. B třída Brněnského kraje – sk. ?          | 5      | 33 | 13 | 3  | 17 | 84 | 102 | −18 | 29 | 8.     |
| 1958/59                    | I. B třída Brněnského kraje – sk. ?          | 5      | 22 | …  | …  | …  | …  | …   | …   | 17 | 10.    |
| 1959/60                    | I. B třída Brněnského kraje – sk. ?          | 5      | 22 | …  | …  | …  | …  | …   | …   | 18 | 11.    |
| …                          |                                              |        |    |    |    |    |    |     |     |    |        |
| 1972/73                    | I. B třída Jihomoravského kraje – sk. ?      | 7      | 26 | …  | …  | …  | …  | …   | …   |    | 13.    |
| 1973/74                    | I. B třída Jihomoravského kraje – sk. ?      | 7      | 26 | …  | …  | …  | …  | …   | …   |    | 14.    |
| 1974/75                    | Okresní přebor Vyškovska                     | 8      | 26 | …  | …  | …  | …  | …   | …   |    | 2.     |
| 1975/76                    | Okresní přebor Vyškovska                     | 8      | 26 | …  | …  | …  | …  | …   | …   |    | 3.     |
| 1976/77                    | Okresní přebor Vyškovska                     | 8      | 26 | …  | …  | …  | …  | …   | …   |    | 1.     |
| 1977/78                    | I. B třída Jihomoravského kraje – sk. ?      | 6      | 26 | …  | …  | …  | …  | …   | …   |    | 7.     |
| 1978/79                    | I. B třída Jihomoravského kraje – sk. ?      | 6      | 26 | …  | …  | …  | …  | …   | …   |    | 4.     |
| 1979/80                    | I. B třída Jihomoravského kraje – sk. ?      | 6      | 26 | …  | …  | …  | …  | …   | …   |    | 6.     |
| 1980/81                    | I. B třída Jihomoravského kraje – sk. ?      | 6      | 26 | …  | …  | …  | …  | …   | …   |    | 7.     |
| 1981/82                    | I. B třída Jihomoravského kraje – sk. ?      | 7      | 26 | …  | …  | …  | …  | …   | …   |    | 4.     |
| 1982/83                    | I. B třída Jihomoravského kraje – sk. ?      | 7      | 26 | …  | …  | …  | …  | …   | …   |    | 1.     |
| 1983/84                    | Jihomoravská krajská soutěž I. třídy – sk. E | 6      | 26 | …  | …  | …  | …  | …   | …   |    | 5.     |
| 1984/85                    | Jihomoravská krajská soutěž I. třídy – sk. E | 6      | 26 | …  | …  | …  | …  | …   | …   |    | 1.     |
| 1985/86                    | Jihomoravský krajský přebor – sk. B          | 5      | 26 | 17 | 6  | 3  | 63 | 23  | +40 | 40 | 1.     |
| 1986/87                    | Divize D                                     | 4      | 30 | 20 | 5  | 5  | 68 | 28  | +37 | 45 | 1.     |
| 1987/88                    | II. ČNFL – sk. B                             | 3      | 28 | 12 | 9  | 7  | 43 | 31  | +12 | 33 | 4.     |
| 1988/89                    | II. ČNFL – sk. B                             | 3      | 30 | 12 | 5  | 13 | 36 | 35  | +1  | 29 | 9.     |
| 1989/90                    | II. ČNFL – sk. B                             | 3      | 30 | 18 | 5  | 7  | 53 | 28  | +25 | 41 | 1.     |
| 1990/91                    | I. ČNFL                                      | 2      | 30 | 10 | 6  | 14 | 40 | 47  | −7  | 26 | 14.    |
| 1991/92                    | Českomoravská fotbalová liga                 | 2      | 30 | 13 | 7  | 10 | 42 | 37  | +5  | 33 | 6.     |
| 1992/93                    | Českomoravská fotbalová liga                 | 2      | 30 | 15 | 7  | 8  | 58 | 37  | +21 | 37 | 2.     |
| Česko (1993–2006)          |                                              |        |    |    |    |    |    |     |     |    |        |
| Sezóna                     | Liga                                         | Úroveň | Z  | V  | R  | P  | VG | OG  | +/− | B  | Pozice |
| 1993/94                    | 1. liga                                      | 1      | 30 | 13 | 6  | 11 | 38 | 36  | +2  | 32 | 10.    |
| 1994/95                    | 1. liga                                      | 1      | 30 | 15 | 3  | 12 | 46 | 44  | +2  | 48 | 6.     |
| 1995/96                    | 1. liga                                      | 1      | 30 | 14 | 6  | 10 | 53 | 40  | +3  | 48 | 5.     |
| 1996/97                    | 1. liga                                      | 1      | 30 | 12 | 7  | 11 | 53 | 44  | +9  | 43 | 7.     |
| 1997/98                    | Gambrinus liga                               | 1      | 30 | 10 | 8  | 12 | 35 | 43  | −8  | 38 | 9.     |
| 1998/99                    | Gambrinus liga                               | 1      | 30 | 9  | 10 | 11 | 35 | 44  | −9  | 37 | 11.    |
| 1999/00                    | Gambrinus liga                               | 1      | 30 | 14 | 6  | 10 | 36 | 32  | +4  | 48 | 3.     |
| 2000/01                    | Gambrinus liga                               | 1      | 30 | 11 | 8  | 11 | 35 | 36  | −1  | 41 | 7.     |
| 2001/02                    | Gambrinus liga                               | 1      | 30 | 7  | 5  | 18 | 31 | 45  | −14 | 26 | 15.    |
| 2002/03                    | Moravskoslezská fotbalová liga               | 3      | 30 | 20 | 6  | 4  | 54 | 26  | +28 | 66 | 1.     |
| 2003/04                    | 2. liga                                      | 2      | 30 | 15 | 9  | 6  | 34 | 22  | +12 | 54 | 2.     |
| 2004/05                    | Gambrinus liga                               | 1      | 30 | 9  | 8  | 13 | 30 | 34  | −4  | 35 | 8.     |
| 2005/06                    | 2. liga                                      | 2      | 30 | 7  | 13 | 10 | 24 | 40  | −16 | 34 | 14.    |

Poznámky:
- 1992/93: Vzhledem k rozdělení Československa a následné reorganizaci soutěží postoupilo celkem 6 mužstev: vítězné mužstvo FK Viktoria Žižkov, krom Drnovic také FC Viktoria Plzeň, SKP Union Cheb, TJ Slovan Elitex Liberec a FC Zlín (3., 4., 5. resp. 6. místo)
- 2001/02: Drnovice sestoupily z 1. ligy a kvůli finančním problémům a uvalení konkurzu na klub byly přeřazeny až do MSFL (3. nejvyšší soutěže).
- 2002/03: Hladké vítězství v MSFL a postup do 2. ligy.
- 2003/04: Postoupilo rovněž vítězné mužstvo FK Mladá Boleslav.
- 2004/05: Drnovice se po sezóně vzdaly 1. ligy a do další sezóny nastoupily do 2. ligy.
- 2005/06: Klub se sice umístil na nesestupovém 14. místě, ale po sezóně zkrachoval

## Účast v evropských pohárech
| Ročník  | Soutěž     | Kolo     | Klub                  | Doma | Venku | Celkem |
| ------- | ---------- | -------- | --------------------- | ---- | ----- | ------ |
| 2000/01 | Pohár UEFA | Předkolo | FK Budućnost Banovići | 3:0  | 1:0   | 4:0    |
| 2000/01 | Pohár UEFA | 1. kolo  | TSV 1860 München      | 0:0  | 0:1   | 0:1    |

### Zápasy v Poháru UEFA 2000/01

#### Předkolo
1. zápas: 10. srpna 2000 (18:00), Sportovní areál Drnovice
FK Drnovice – FK Budućnost Banovići 3:0 (0:0)

Branky: 66. a 72. Cupák, 46. vlastní (Čergić).

ŽK: Bez napomínání.

Rozhodčí: Asim Chudijev – Ramiz Asadov, Rufulla Karimov (všichni Ázerbájdžán).

Diváci: 4 256
Drnovice (4–4–2): Martin Vaniak – Miroslav Holeňák – Pavel Pergl, Erich Brabec, Vladimír Kinder – Pavel Zavadil, Bronislav Červenka, Marek Ujlaky, Zdeněk Valnoha (87. Dušan Sninský) – Marcel Cupák (82. Luis Fabio Gomes), Vítězslav Tuma (C). Trenér Karel Večeřa st.
Banovići (3–5–2): Ibrahim Mujkić (C) – Suad Čičkušić – Munever Rizvić, Almir Husanović – Latif Muharemović, Mensur Kahrimanović (83. Kabir Smajić), Elvis Čergić (76. Nevad Ikanović), Vedran Bojić, Edis Kurtić – Zikret Kuljaninović (60. Dževad Hevešević), Igor Sliško. Trenér Smajil Karić.
Odveta: 24. srpna 2000 (17:00), Banovići (Gradski stadion)
FK Budućnost Banovići – FK Drnovice 0:1 (0:0)

Branka: 74. Luis Fabio Gomes

ŽK: 32. Bojić, 58. Husanović, 60. Kurtić – 30. Sninský, 37. Cupák, 46. Pergl, 48. Holeňák.

Rozhodčí: Stéphane Moulin – Vincent Texier (oba Francie), Attilio Ugolini (Itálie).

Diváci: 3 500

Banovići (3–5–2): Mujkić (C) – Čičkušić – Rizvić, Husanović (76. Smajić) – Sliško (46. Muharemović), Kahrimanović, Čergić, Bojić, Kurtić (69. Ikanović) – Kuljaninović, Faik Kamberović. Trenér Smajil Karić.
Drnovice (4–4–2): Vaniak – Holeňák – Pergl, René Formánek, Kinder – Zavadil (56. Valnoha), Ujlaky (85. Brabec), Sninský, Červenka – Cupák (51. Luis Fabio Gomes), Tuma (C). Trenér Karel Večeřa st.

#### 1. kolo
1. zápas: 12. září 2000 (18:00), Sportovní areál Drnovice
FK Drnovice – TSV 1860 München 0:0

ŽK: 65. Červenka, 85. Tuma – 54. Zelić.

Rozhodčí: Frank De Bleeckere – Alain Gerard, Erik Clerkx (všichni Belgie).

Diváci: 7 024
Drnovice (4–4–2): Vaniak – Jaroslav Schindler – Martin Müller, Formánek, Kinder – Valnoha, Holeňák, Ujlaky (90. Lubomír Kubica), Červenka (86. Zavadil) – Cupák (88. Luis Fabio Gomes), Tuma (C). Trenér Karel Večeřa st.
Mnichov (3–5–2): Michael Hofmann – Marco Kurz (C), Nedjeljko Zelić, Martin Stranzl – Harald Cerny (74. Filip Tapalović), Daniel Borimirov, Thomas Häßler, Erik Mykland, Marcus Pürk (74. Daniel Bierofka) – Martin Max (85. Stephan Paßlack), Paul Agostino. Trenér Werner Lorant.
Odveta: 26. září 2000 (18:00), Olympiastadion Mnichov
TSV 1860 München – FK Drnovice 1:0 (0:0)

Branka: 72. Kurz.

ŽK: 61. Mykland.

Rozhodčí: Asim Chudijev – Ramiz Asadov, Rufulla Karimov (všichni Ázerbájdžán).

Diváci: 20 000
Mnichov (3–5–2): Simon Jentzsch – Zelić – Stranzl, Tapalović – Cerny (46. Borimirov), Kurz (C), Häßler, Mykland (72. Markus Beierle), Bierofka – Max (83. Achim Pfuderer), Agostino. Trenér Werner Lorant.
Drnovice (4–4–2): Vaniak – Schindler – Müller, Formánek, Kinder (63. Sninský) – Kubica, Holeňák, Valnoha, Červenka – Cupák (63. Luis Fabio Gomes), Tuma (C). Trenér Karel Večeřa st.

### Statistiky mužstva
Martin Vaniak (4 zápasy/0 branek/360 minut/3 čistá konta) – Erich Brabec (2/0/96), Marcel Cupák (4/2/280), Bronislav Červenka (4/0/355), René Formánek (3/0/270), Luis Fabio Gomes (4/1/80), Miroslav Holeňák (4/0/360), Vladimír Kinder (4/0/332), Lubomír Kubica (2/0/91), Martin Müller (2/0/180), Pavel Pergl (2/0/180), Jaroslav Schindler (2/0/180), Dušan Sninský (3/0/122), Vítězslav Tuma (4/0/360), Marek Ujlaky (3/0/283), Zdeněk Valnoha (4/0/301), Pavel Zavadil (3/0/150) – trenér Karel Večeřa st.

## 1. FK Drnovice „B“
1. FK Drnovice „B“ byl rezervní tým Drnovic. Největšího úspěchu dosáhl klub v sezóně 2001/02, kdy se v Divizi (4. nejvyšší soutěž) umístil na 7. místě.

### Umístění v jednotlivých sezonách
Stručný přehled
Zdroj: 
- 1991–1993: I. A třída Jihomoravské župy – sk. A
- 1994–1995: I. B třída Jihomoravské župy – sk. C
- 1995–1997: I. B třída Jihomoravské župy – sk. B
- 1997–1998: I. B třída Jihomoravské župy – sk. C
- 1998–1999: I. A třída Jihomoravské župy – sk. B
- 1999–2001: Jihomoravský župní přebor
- 2001–2002: Divize D

Jednotlivé ročníky
Zdroj: 
Legenda: Z – zápasy, V – výhry, R – remízy, P – porážky, VG – vstřelené góly, OG – obdržené góly, +/− – rozdíl skóre, B – body, červené podbarvení – sestup, zelené podbarvení – postup, fialové podbarvení – reorganizace, změna skupiny či soutěže
| Československo (1991–1993) |                                      |        |    |    |   |    |    |    |     |    |        |
| Sezóny                     | Liga                                 | Úroveň | Z  | V  | R | P  | VG | OG | +/− | B  | Pozice |
| 1991/92                    | I. A třída Jihomoravské župy – sk. A | 6      | 26 | 15 | 7 | 4  | 59 | 27 | +32 | 37 | 2.     |
| 1992/93                    | I. A třída Jihomoravské župy – sk. A | 6      | 26 | 15 | 4 | 7  | 57 | 34 | +23 | 34 | 2.     |
| Česko (1993–2002)          |                                      |        |    |    |   |    |    |    |     |    |        |
| Sezóny                     | Liga                                 | Úroveň | Z  | V  | R | P  | VG | OG | +/− | B  | Pozice |
| …                          |                                      |        |    |    |   |    |    |    |     |    |        |
| 1994/95                    | I. B třída Jihomoravské župy – sk. C | 7      | 26 | 9  | 6 | 11 | 42 | 51 | −9  | 33 | 9.     |
| 1995/96                    | I. B třída Jihomoravské župy – sk. B | 7      | 26 | 16 | 2 | 8  | 50 | 32 | +18 | 50 | 2.     |
| 1996/97                    | I. B třída Jihomoravské župy – sk. B | 7      | 26 | 15 | 6 | 5  | 53 | 27 | +26 | 51 | 2.     |
| 1997/98                    | I. B třída Jihomoravské župy – sk. C | 7      | 26 | 19 | 4 | 3  | 81 | 21 | +60 | 61 | 1.     |
| 1998/99                    | I. A třída Jihomoravské župy – sk. B | 6      | 26 | 16 | 4 | 6  | 69 | 39 | +30 | 52 | 1.     |
| 1999/00                    | Jihomoravský župní přebor            | 5      | 30 | 21 | 4 | 5  | 73 | 23 | +50 | 67 | 2.     |
| 2000/01                    | Jihomoravský župní přebor            | 5      | 30 | 22 | 5 | 3  | 75 | 22 | +53 | 71 | 1.     |
| 2001/02                    | Divize D                             | 4      | 30 | 12 | 7 | 11 | 56 | 45 | +11 | 43 | 7.     |